# فريتان
فريتان قرية سورية تتبع ناحية بري شرقي في منطقة سلمية في محافظة حماة. بلغ عدد سكانها 186 نسمة في عام 2004 حسب إحصاء المكتب المركزي للإحصاء.
تقع إلى الجنوب الشرقي من مدينة السلمية وتبعد عنها 23 كم. يحدها من الشرق قرى البرغوتية وأم ميل ومن الغرب تل القطا ومن الشمال بري الشرقي ومن الجنوب تل جديد.

## وصلات خارجية
- الوحدات الإدارية في محافظة حماة نسخة محفوظة 18 أبريل 2019 على موقع واي باك مشين.